# Cornellà del Terri
Cornellà del Terri is een gemeente in de Spaanse provincie Girona in de regio Catalonië met een oppervlakte van 28 km². Cornellà del Terri telt 2.279 inwoners (1 januari 2016).

## Demografische ontwikkeling
Bron: INE, 1857-2011: volkstellingen
Opm.: In 1976 werd de gemeente San Andrés del Terri aangehecht